# لوناپیر (میشیگان)
لوناپیر، میشیگان (به انگلیسی: Luna Pier, Michigan) یک شهر در ایالات متحده آمریکا با جمعیت ۱٬۴۳۶ نفر است که در میشیگان واقع شده‌است.

## موقعیت جغرافیایی
موقعیت جغرافیایی شهرها و مناطق اطراف به شرح زیر است: